# Großes Kolleg (Leipzig)

Das Große Kolleg auf einem Stadtplanausschnitt von 1749

Das Große Kolleg (wegen der Stifter auch Großes Fürstenkolleg genannt) war neben dem Kleinen Kolleg eines der beiden Grundstücke mit Gebäuden, die die Landesherren, die Meißner Markgrafen Friedrich und Wilhelm, 1409 der neu gegründeten Universität Leipzig stifteten. Auch die Bezüge der Magister  – im Großen Kolleg waren es zwölf – gehörten zur Stiftung. Die Bauten wurden für die Lehre genutzt und dienten auch als Unterkunft für die Magister und die Studenten.

## Lage und Erstbebauung

Im alten Hof des Großen Kollegs
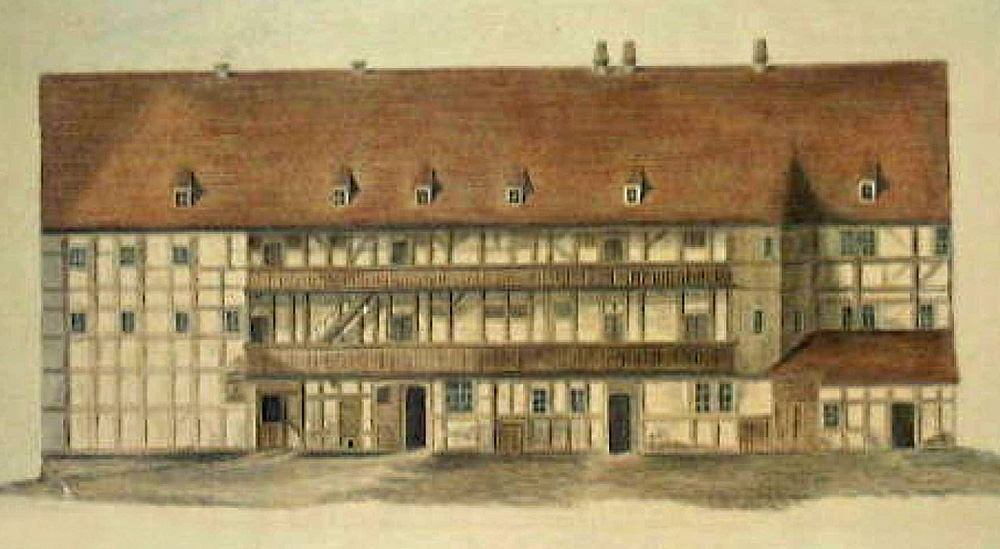
Die Hofseite der Bayernburse, um 1830
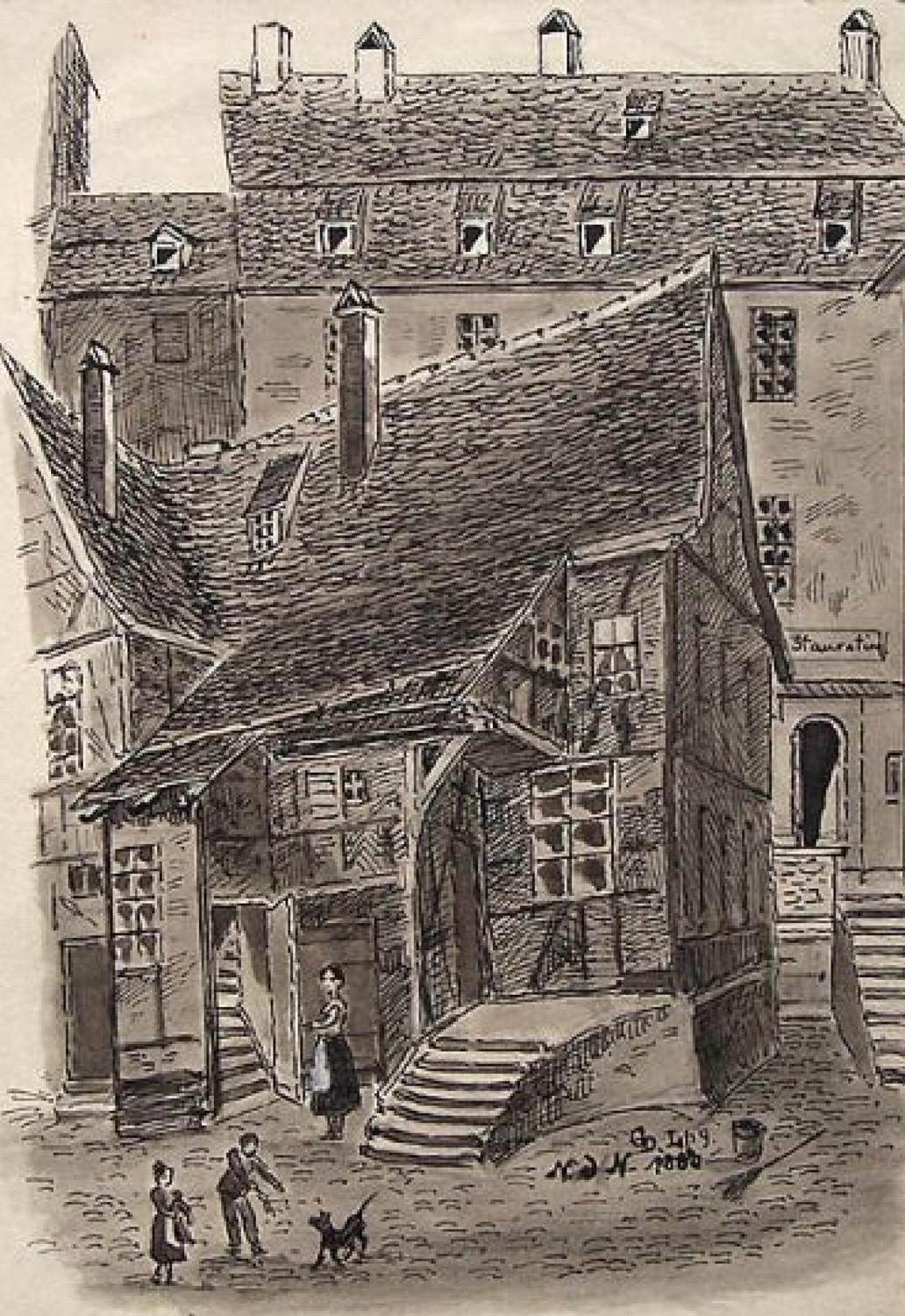
Das Alte Schenkenhaus, 1886

Das Große Kolleg war ein Bereich östlich der Nikolaikirche zwischen der Ritterstraße und der Stadtmauer, der ab dem 16. Jahrhundert mit seiner Nordseite an das Rote Kolleg grenzte. Nach der baulichen Anpassung an die Aufgaben der Universität gab es zum Ende des 15. Jahrhunderts auf dem Areal des Großen Kollegs vier größere Bauten: das Haupthaus, die Meißner Burse, die Sachsenburse und die Bayernburse.
Das Haupthaus stand an der Stadtmauer und war deshalb nur über den Hof zu erreichen. Desgleichen die Meißner Burse, die sich an das Haupthaus anschloss. Die Bayernburse stand längs der Ritterstraße und die Sachsenburse mit dem Giebel zur Straße. Im Hof, der neben der Bayernburse zur Straße durch eine Mauer abgegrenzt war, befanden sich noch kleinere Bauten, darunter auch ein Schenkenhaus, das später zur Unterscheidung von einem neueren das Alte Schenkenhaus hieß.

## Geschichte

### 16. bis 19. Jahrhundert
Das Haupthaus war bereits im 15. Jahrhundert aus Steinen errichtet. Es wurde als Wohn-, Studien- und Versammlungsort genutzt. Im 17. und 18. Jahrhundert enthielt es den Hörsaal der Philosophischen und der Medizinischen Fakultät. Im Dreißigjährigen Krieg stark beschädigt und mehrfach umgebaut, bestand es bis zu seinem Abriss 1841.
Die Studenten an den mittelalterlichen Universitäten waren nach Nationen gegliedert, daher die Namen der Bursen, die als mehrstöckige Fachwerkhäuser ausgeführt waren. Die Sachsenburse, mehrfach abgebrannt, wurde Anfang des 17. Jahrhunderts abgerissen. Da die Universität auf finanzielle Einnahmen angewiesen war, vermietete sie Wohn- und Geschäftsräume oder verpachtete bzw. verkaufte auch Teile von Grundstücken. So entstand auf dem Grund der Sachsenburse ein privates Anwesen mit dem Namen „Zur Melone“. Nach verschiedenen Besitzerwechseln wurde es 1820 von der Universität erworben, die es in der zweiten Hälfte des 19. Jahrhunderts zu einem Geschäftshaus ausbaute. Zwischen Bayernburse und „Zur Melone“ wurde 1691/92 für den Juristen Lüder Mencke ein viergeschossiger Neubau vorwiegend mit Studentenwohnungen errichtet. Er hatte einen Durchgang zum Innenhof des Großen Kollegs. Im Durchgang hing eine Anschlagtafel, das „Schwarze Brett“. Dieser Name ging bald auf das Haus über. 1816 kaufte die Universität das Gebäude.
Zwischen Bayernburse und Vorderhaus des Roten Kollegs wurde 1686 das „Neue Haus“ (domus nova), ein dreigeschossiges Wohnhaus für Professoren, erbaut, das später auch anderweitig vermietet wurde. Im Innenhof des Großen Kollegs, angrenzend an das Rote Kolleg, wurde Mitte des 18. Jahrhunderts ein Gebäude für Professorenwohnungen errichtet, das „Trinitätshaus“. Hier wohnte unter anderem Christian Fürchtegott Gellert. Das Gebäude bestand bis 1903.
1834 wurde die Bayernburse an den Buchhändlerverein verkauft. Dieser riss sie ab und baute hier die Buchhändlerbörse, die er bis zur Errichtung des Buchhändlerhauses 1888 nutzte. Nach dem Rückkauf des Gebäudes durch die Universität, die noch immer Grundstückseigentümerin war, entstand hier eine Mensa, „Konvikt“ genannt. Das Konviktgebäude auf dem Areal des Paulinerkollegs war den Roßbachschen Neubauten zum Opfer gefallen.
Nachdem zum Ende des 18. Jahrhunderts die Stadtbefestigung gefallen war und an der Ostseite des Großen Kollegs eine Straße entstand (ab 1839 Am oberen Park, ab 1865 Goethestraße), wurde diese Seite des Grundstückskomplexes bautechnisch interessant.
Auf dem Areal des dafür abgerissenen Haupthauses wurde nach Plänen von Albert Geutebrück 1843 das „Preußische Haus“ errichtet, in dem Läden und Wohnungen vermietet wurden, unter anderem auch Räume an die Gesellschaft Harmonie. In der sich nach Süden anschließenden Meißner Burse wurden Läden nach der neuen Straße hin vermietet. Das „Neue Schenkenhaus“, Ende des 17. Jahrhunderts auf dem Gelände des alten und hinter dem Schwarzen Brett errichtet, wurde zum Ende des 19. Jahrhunderts als „Hotel Schwarzes Bret“ von der Goethestraßenseite betrieben. Das Grundstück „Zur Melone“ hatte ein Haus zur Goethestraße, und daneben befand sich ein der Universität gehörendes Wohn- und Geschäftshaus mit der „Theaterpassage“.

Die westliche (Ritterstraße) Seite des Großen Kollegs um 1900 und heute
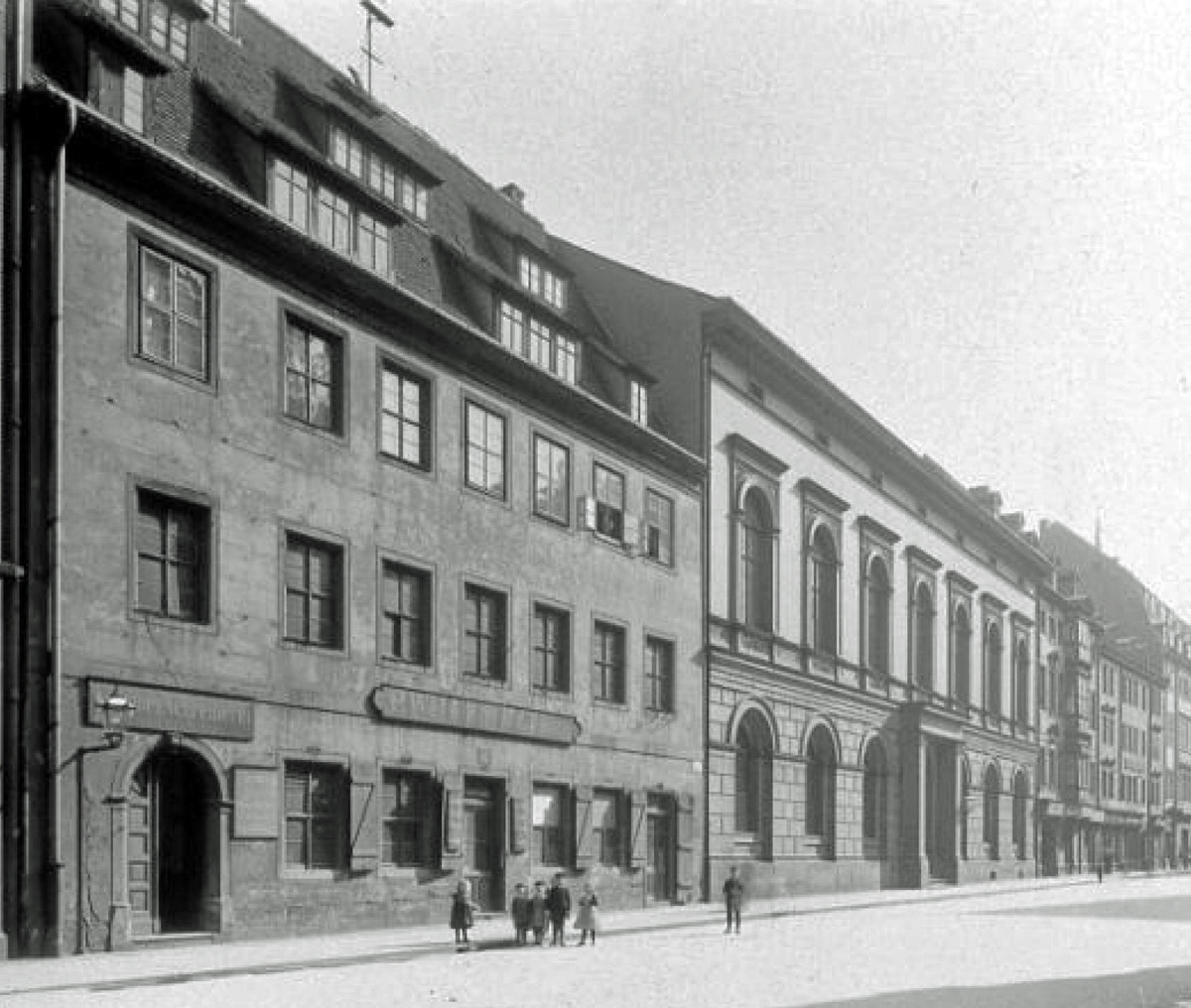
Das Neue Haus (domus nova), Nr. 14
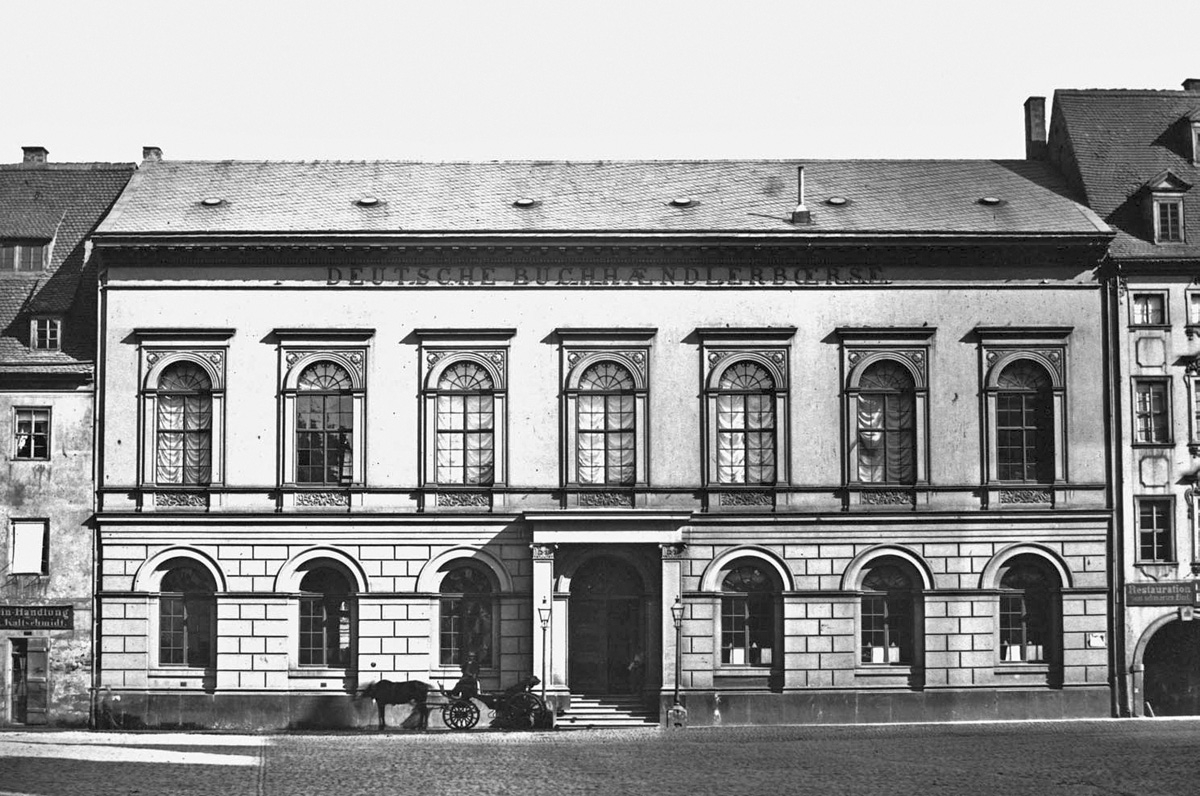
Das Konvikt (bis 1888 Buchhändlerbörse), Nr. 12
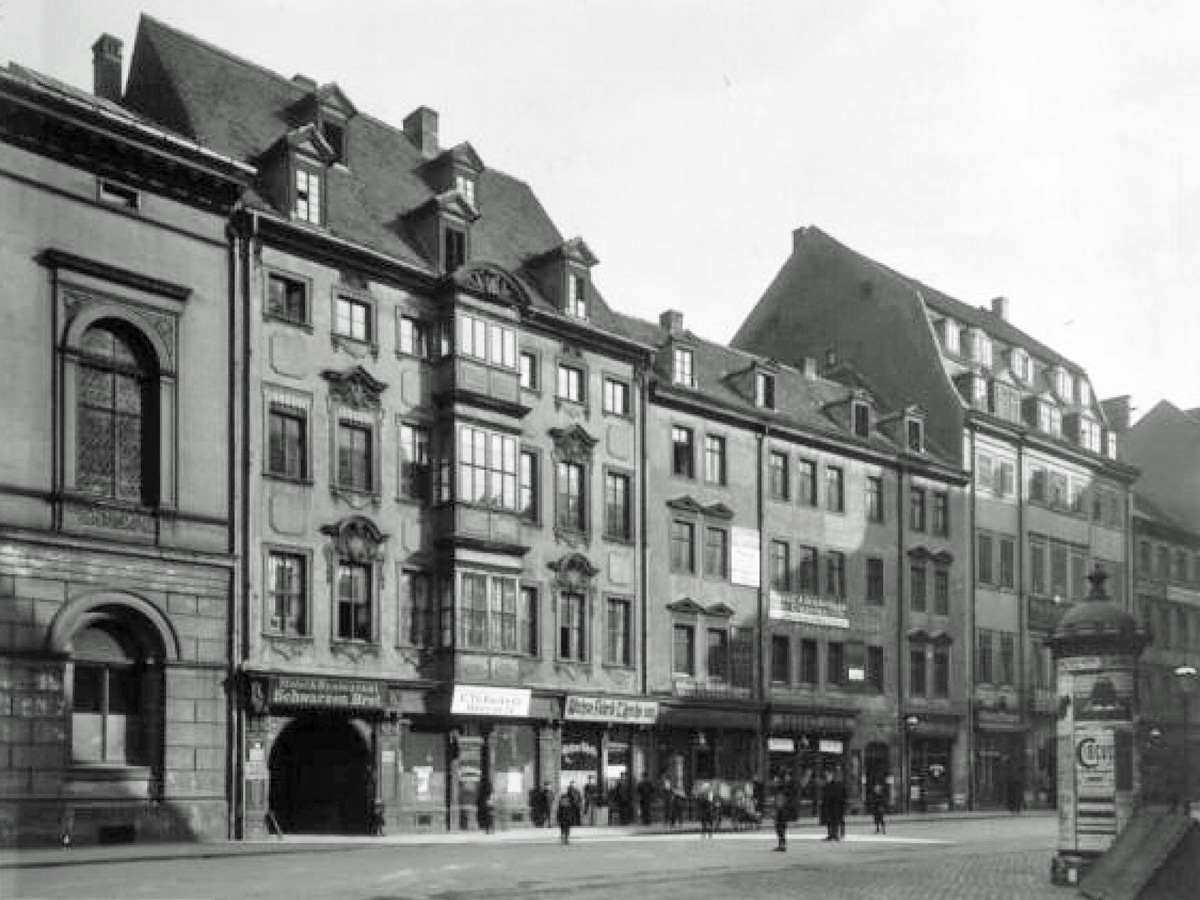
„Schwarzes Brett“, Nr. 10 und „Zur Melone“, Nr. 8
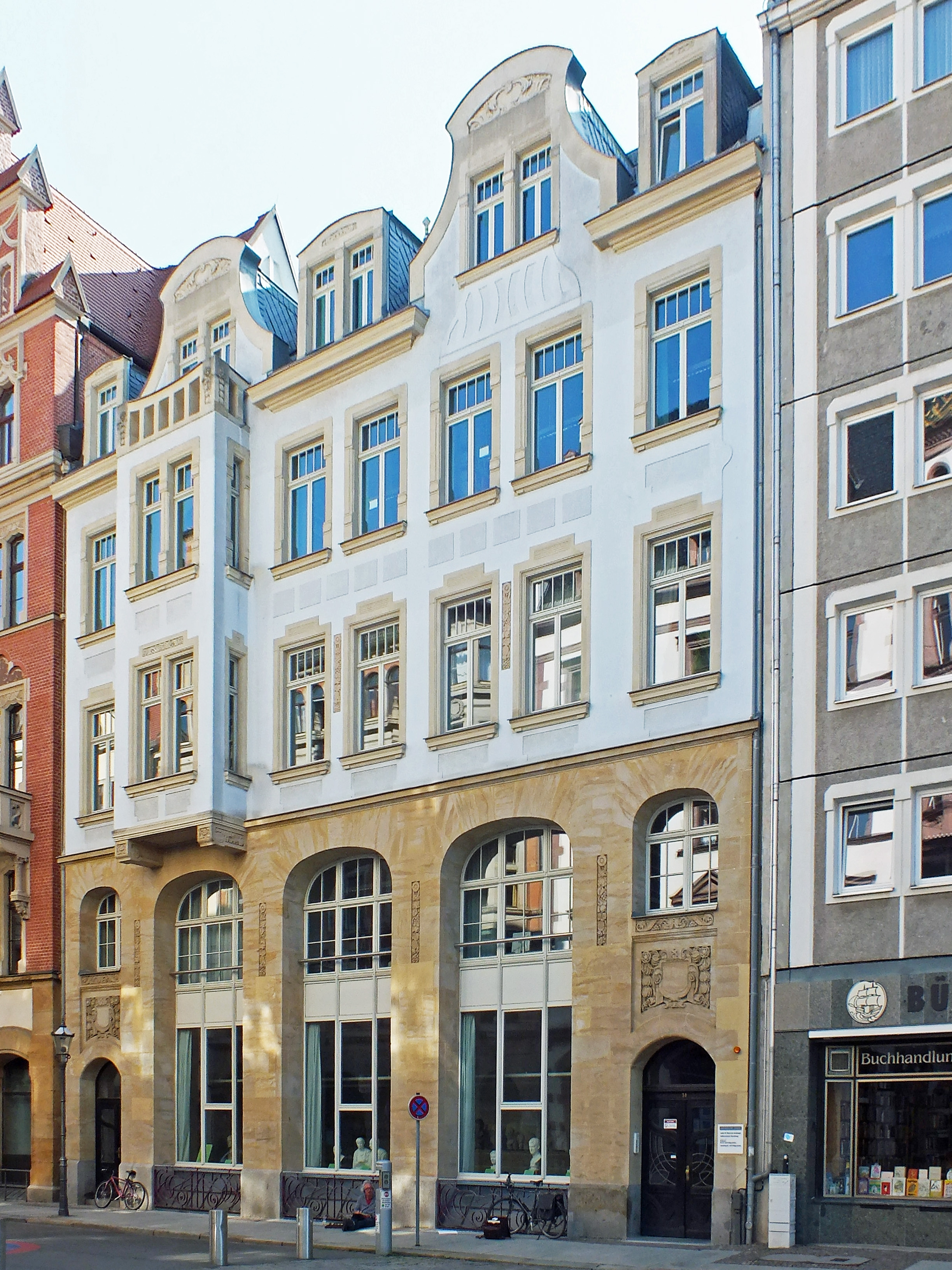
Institut für Klassische Archäologie, Nr. 14
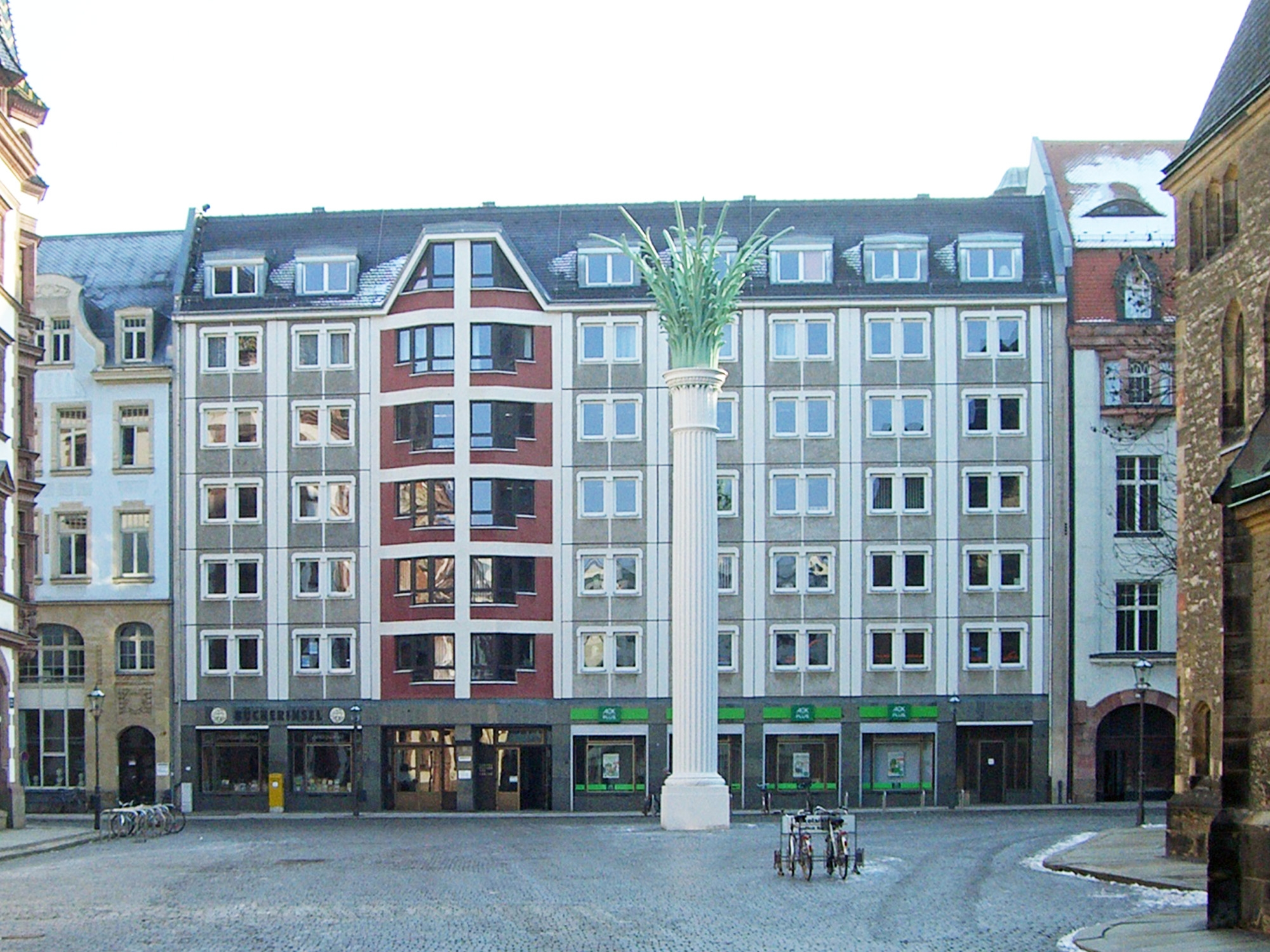
Das Gästehaus der Universität, Nr. 12
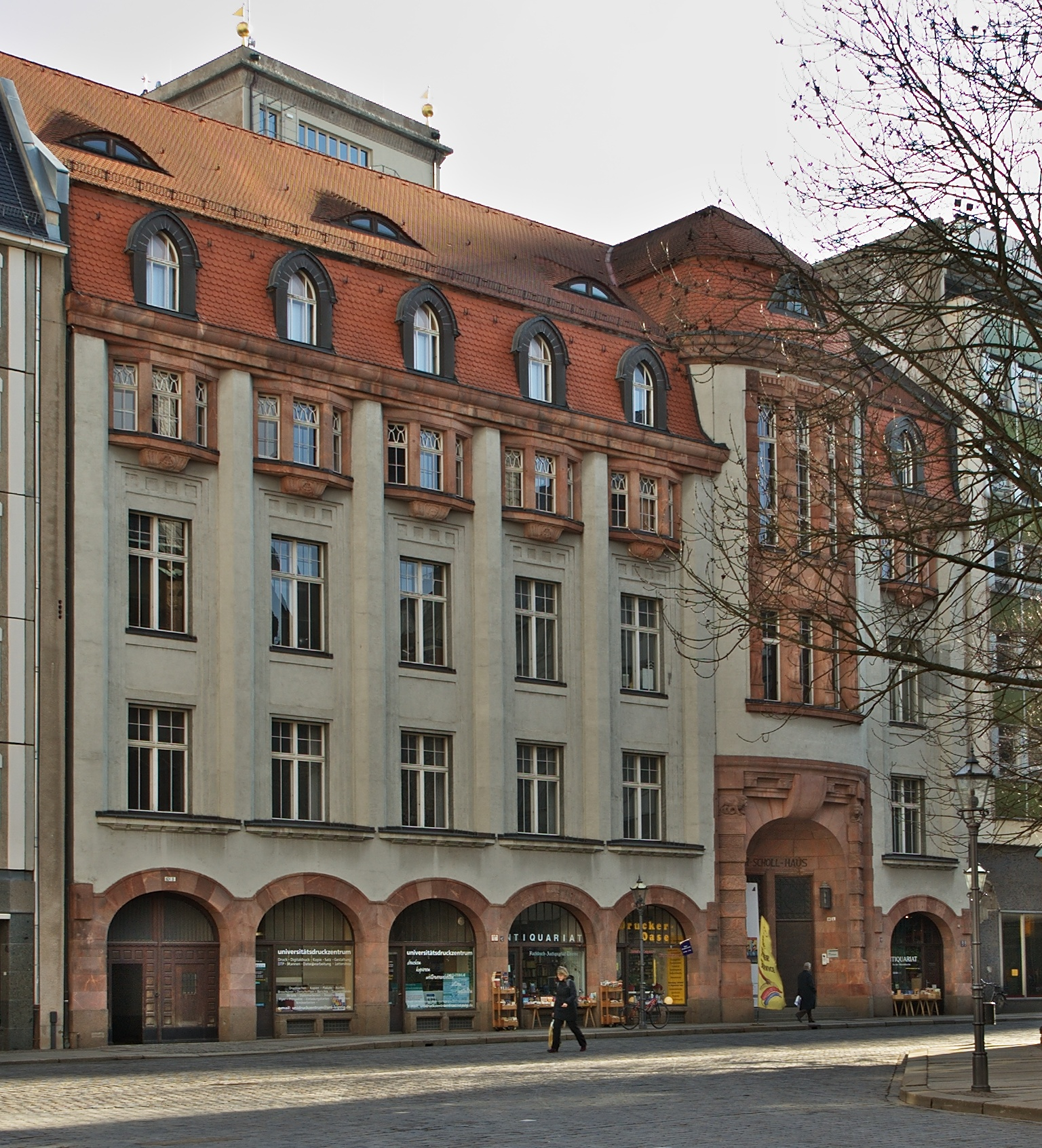
Das Geschwister-Scholl-Haus, Nr. 8–10

### 20. Jahrhundert
Große Veränderungen brachte das 20. Jahrhundert auf dem Areal des Großen Kollegs. In der Ritterstraße wurde 1903 das Neue Haus abgerissen und durch das Gebäude des Instituts für Klassische Archäologie ersetzt, das heute noch besteht. Das Konvikt fiel den Bombenangriffen auf Leipzig während des Zweiten Weltkriegs zum Opfer und wurde Ende der 1980er Jahre durch ein Gästehaus der Universität ersetzt. 1907 wurden die Gebäude und Grundstücke des Schwarzen Bretts und der Melone von der Handelskammer übernommen, die von 1908 bis 1910 nach Plänen von Fritz Schumacher und mit Bauschmuck von Georg Wrba ein Gebäude für die Handelshochschule errichten ließ. 1948 in „Geschwister-Scholl-Haus“ umbenannt, diente es der Wirtschaftlichen und der Sozialwissenschaftlichen Fakultät der Universität. Nach der Sanierung von 1995 ist hier das Institut für Kunstpädagogik zuhause.
Zum Augustusplatz hin wurde 1927/1928 das alte Theaterpassagen-Gebäude an der Goethestraße 2 abgebrochen und dort das Krochhochhaus errichtet, das aber weiterhin die Passage zum Haus Ritterstraße 4 (heute Motel One Augustusplatz) besaß. Das Hochhaus wurde zunächst von der 1877 gegründeten Privatbank Kroch jr. KGaA genutzt, bis 1939 der deutsch-jüdische Bankier Hans Kroch im Zuge der „Arisierung“ deutscher Unternehmen durch die Nationalsozialisten Institut und Gebäude der Industrie und Handelsbank AG übereignen musste. Nach dem Zweiten Weltkrieg waren verschiedene Einrichtungen der Universität hier untergebracht. Seit 1994 ist das Gebäude Eigentum der Universität und beherbergt nach einer Gesamtsanierung seit 2009 unter anderem das Ägyptische Museum und das Ägyptologische Institut.
Auf den Grundstücken von Melone, Neuem Schenkenhaus und Meißner Burse (Goethestraße 3–5) wurde 1910/1911 im Auftrag der Dresdner Bank nach Entwürfen des Architekten Martin Dülfer ein viergeschossiges Geschäftshaus im Stil des Historismus erbaut. 1937 erwarb die Sächsische Bank die Immobilie. Nach dem Wiederaufbau des teilzerstörten Hauses war die Universität ab 1948 Pächter und ab 1954 Besitzer des Gebäudes, in dem sich ab Anfang der 1950er Jahre im Erdgeschoss die (Universitäts-)Buchhandlung „Franz-Mehring-Haus“ befand, weshalb das Bauwerk in Leipzig allgemein als „Mehringhaus“ bekannt ist. 1993 erwarb die Dresdner Bank (heute Commerzbank) das Gebäude, und die Universitätseinrichtungen zogen aus. Die zu DDR-Zeiten mit 2000 Quadratmetern größte Buchhandlung des Landes wurde Anfang 2009 geschlossen. Nachdem die Bankfiliale geschlossen wurde, wird das Gebäude seit 2022 wieder von der Universität Leipzig genutzt.
Das Preußische Haus war im Zweiten Weltkrieg zerstört worden, ebenso das nach der Goethestraße gerichtete Hinterhaus des Roten Kollegs. Auf deren Grundstücken wurde von 1963 bis 1965 das Studentinnenwohnheim „Jenny Marx“ mit 433 Plätzen in 204 Zimmern errichtet, das zu Messezeiten als Hotel betrieben wurde. Nach Umbauten 1993/1994 wird es von der Universitätsleitung genutzt.

Die östliche (Goethestraße/Augustusplatz) Seite des Großen Kollegs um 1900 und heute
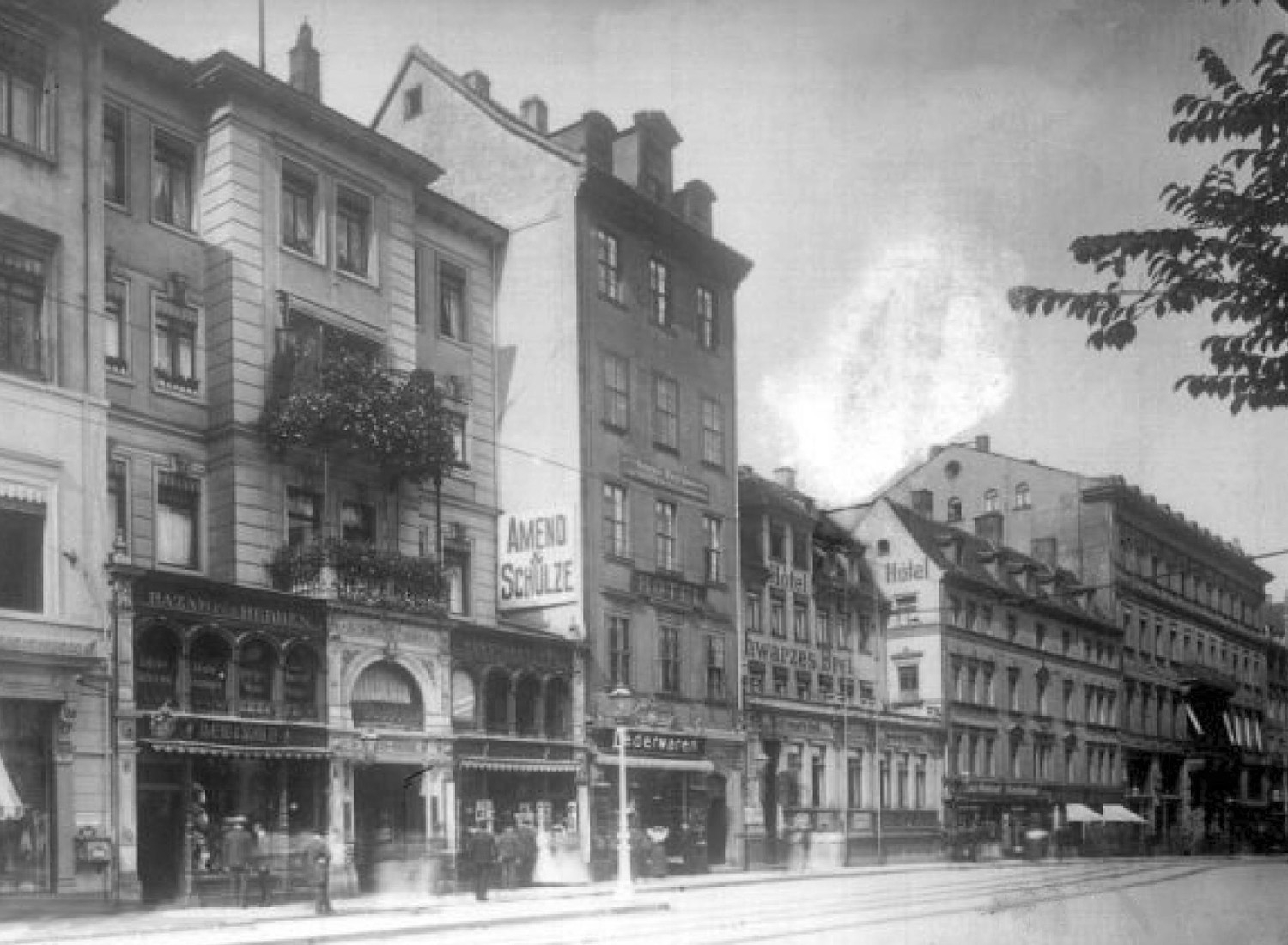
Theaterpassage, Zur Melone, Hotel Schwarzes Bret, Meißner und Preußisches Haus, Goethestraße 2–6
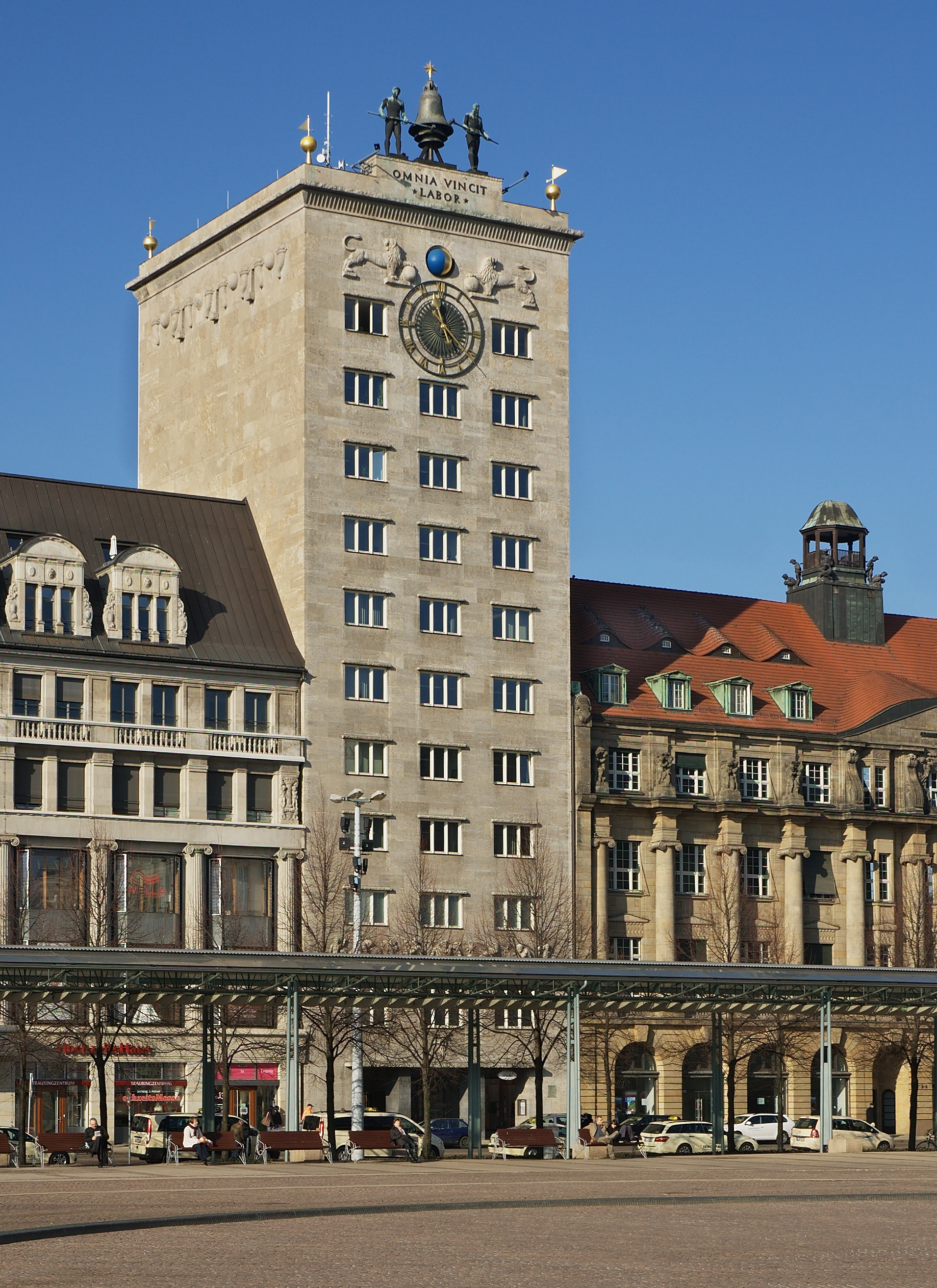
Krochhochhaus, Nr. 2
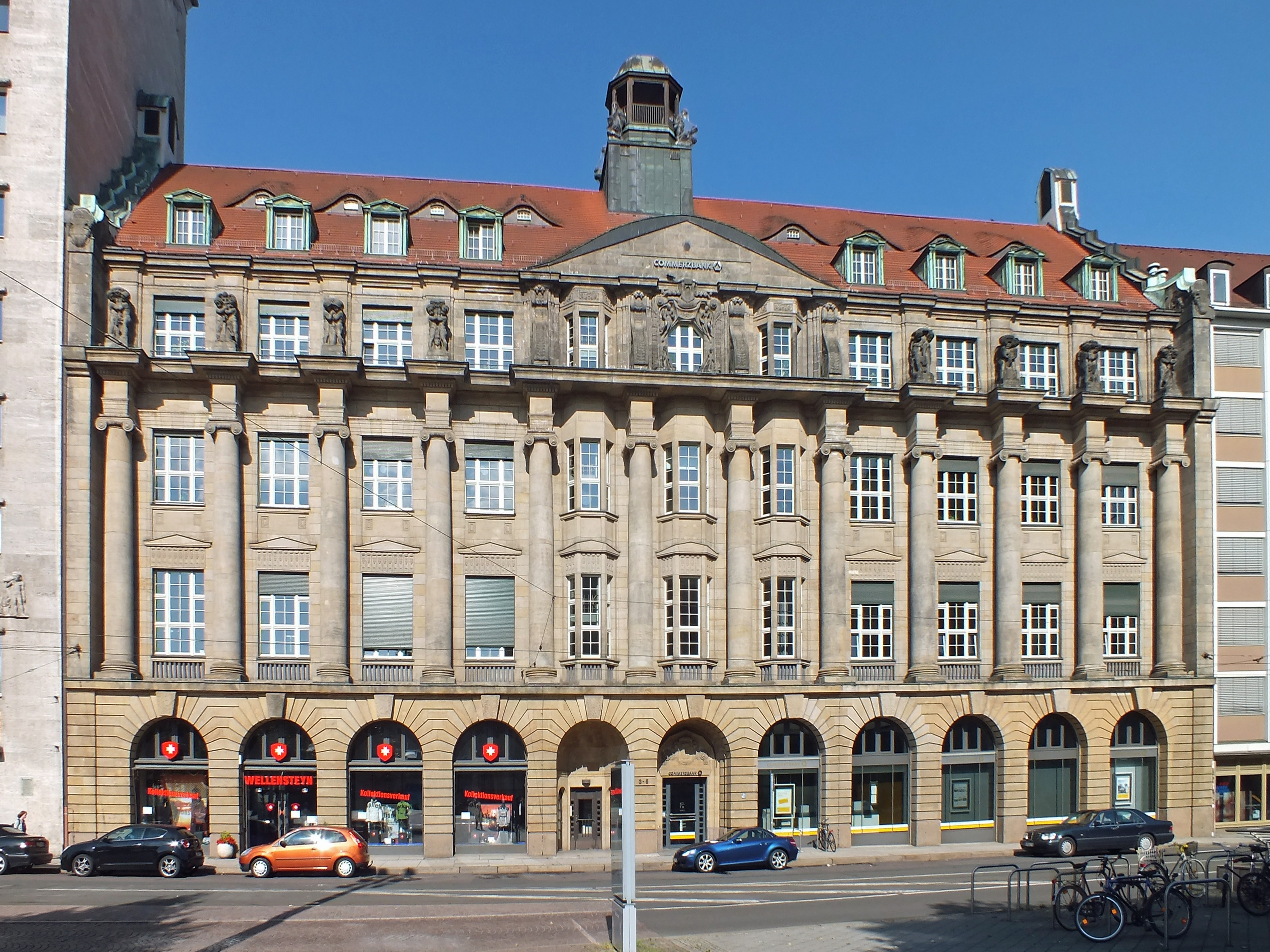
„Mehringhaus“ (früher Dresdner Bank), Nr. 3–5
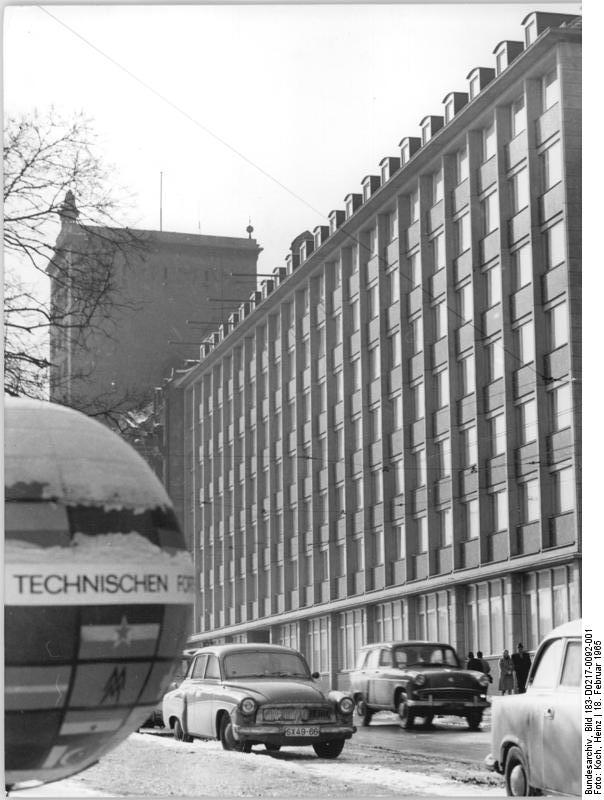
Universitätsverwaltung (zuvor Stud.-wohnheim), Nr. 6